# Ikait
Ikait er en usædvanlig form af calciumcarbonat der indeholder krystalvand, CaCO3 • 6 H2O.  Ikait er kun stabilt under 6˚C og kendes endnu kun som Ikkasøjlerne på bunden af Ikkafjorden i Grønland.

## Eksterne links
- Geokemi. Sodavand i søjlerne. Københavns Universitet (Webside ikke længere tilgængelig)
- Ikkasøjlerne. Cerohs Arkiveret 4. marts 2016 hos  Wayback Machine